# Karl Gottfried Semper
Pour les articles homonymes, voir Semper.
Karl (ou Carl) Gottfried Semper est un malacologiste et un zoologiste prussien, né le 6 juillet 1832 à Altona et mort le 29 mai 1893.

## Biographie
Il étudie la zoologie à Wurtzbourg où il obtient un titre de docteur avec une thèse sur les mollusques en 1856. Il commence à enseigner dans cette même ville en 1866 puis devient, trois ans plus tard, professeur de l’université. De 1858 à 1865, il voyage dans les Philippines et l’archipel de Palau. Sa mauvaise santé, à la suite d'une attaque en 1887, l’oblige à prendre sa retraite en 1892.
Ses deux frères sont également zoologistes : Otto Semper (de) (1830-1907) est malacologiste et Georg Semper (1837-1909) est entomologiste. Les trois frères travaillent pour le muséum Godeffroy de Hambourg.
Semper fait paraître plusieurs ouvrages sur ses voyages. Il donne également des conférences aux États-Unis d'Amérique au Lowell Technological Institute (aujourd’hui l’université Lowell du Massachusetts). Ses observations ethnologiques faites dans le Pacifique sont d’une grande importance.

## Liste partielle des publications
- Reisen im Archipel der Philippinen (5 vol. of 10, 1868-1916)
- Palau-Inseln im Stillen Ocean (1873)
- Die Natürlichen Existenzbedingungen der Thiere (1880)

- Neal L. Evenhuis (2007). The Godeffroy Museum Catalogs in Relation to Fiji Terrestrial Arthropods. Part I: Introduction and Review of Myriapoda, Diptera, Odonata, and Smaller Hexapod Orders, Bishop Museum Occasional Papers, 91 : 17-28.  (ISSN 0893-1348)